# Noureddine Rifaï
Noureddine Rifaï (arabisch نور الدين الرفاعي, DMG Nūr ad-Dīn ar-Rifāʿī; * 1899; † nach 1975) war ein Militär und Politiker im Libanon. Er war Regierungschef einer Militärregierung.
Der sunnitische Muslim und pensionierte General Rifaï wurde am 23. Mai 1975 von Staatspräsident Soleimane Frangié als Reaktion auf den Ausbruch des Libanesischen Bürgerkrieges mit der Bildung einer Regierung beauftragt. Die wurde allerdings von den politischen Gegnern als feindlicher Akt betrachtet, da die Regierungsbildung von der traditionellen Verteilungspraxis der Posten abwich. Diese Regierung aus Militärpersonen sollte nicht in der Lage sein, das Land unter Kontrolle zu bringen und wieder die alte Stabilität herzustellen. Nach massiven Protesten der Zuʿamaʿ trat Noureddine Rifaï nach nur einer Woche im Amt – am 1. Juli 1975 – zurück.